# Porter Hills
Die Porter Hills sind eine Reihe von Hügeln im ostantarktischen Viktorialand. Sie ragen in ost-westlicher Ausrichtung zwischen dem Hidden Valley und dem Ward Valley in den Denton Hills auf.
Das Advisory Committee on Antarctic Names  benannte sie 1994 nach dem Elektrotechniker Raymond C. Porter von der United States Coast Guard, der bei einem Entladungsmanöver des Eisbrechers Glacier an der McMurdo-Station am 8. Februar 1979 ums Leben gekommen war.